# عبد الرحمن (قيلاب)
عبد الرحمن (بالفارسية: عبدالرحمن) هي منطقة سكنية تقع في قسم قيلاب الريفي، بمقاطعة أنديمشك التابعة لمحافظة خوزستان، إيران. يقدر عدد سكانها بـ 74 نسمة حسب الإحصاء السكاني الذي تمّ في عام 2006.